# Kazmaca, Kırıkkale
Kazmaca là một xã thuộc thành phố Kırıkkale, tỉnh Kırıkkale, Thổ Nhĩ Kỳ. Dân số thời điểm năm 2010 là 522 người.